# Joel Murray
Pour les articles homonymes, voir Murray.
Joel Murray est un acteur et réalisateur américain né le 17 avril 1963 à Wilmette, Illinois (États-Unis).

Il est un des frères cadets de Bill Murray.

## Filmographie

### comme acteur
- 1986 : One Crazy Summer : George Calamari
- 1987 : Long Gone (TV) : Bart Polanski
- 1988 : Fantômes en fête (Scrooged) : Guest
- 1989 : Elvis Stories : Shopping Elvis / Paul
- 1991 : Pacific Station (série télévisée) : Capt. Ken Epstein
- 1992 : Shakes the Clown : Milk Man
- 1992 : Only You (en) : Bert
- 1992 : New York Café ("Love & War") (série télévisée) : Ray Litvak
- 1994 : Beethoven (série télévisée) : Beethoven (voix)
- 1996 : Encino Woman (TV) : M.. Jones
- 1996 : Disjoncté (The Cable Guy) de Ben Stiller : Basketball Player
- 1997 à 2002 : Dharma et Greg : Peter James « Pete » Cavanaugh
- 1998 : The Thin Pink Line : Bartender
- 2002 : A Baby Blues Christmas Special (TV) : Carl Bitterman (voix)
- 2002 : 3-South (série télévisée) : Various (voix)
- 2002 - 2006 : Une famille presque parfaite (Still standing) (TV) : Daniel « Fitz » Fitzsimmons
- 2003 : Titletown (TV)
- 2003 : Malcolm (série télévisée); saison 4, épisode 14 : "Le bon copain" : Larry
- Depuis 2003 : Mon oncle Charlie (TV) : L'homme dans la salle d'attente (saison 4, épisode 22)
- 2003 : Nobody Knows Anything! : Robber #1
- 2005 : See Anthony Run : M.. Randall
- 2006 : Hatchet : Shapiro
- 2007 à 2010, 2013- : Mad Men (TV) :  Freddy Rumsen
- 2009 : Un regard sur le passé (Mending Fences) (TV) : Sam Bridgewater
- 2011 : God Bless America : Frank Murdoch
- 2011 : The Artist : Le policier qui sauve George Valentin
- 2011 : Shameless US (TV) : Eddie Jackson
- 2015- 2017 : The Leftovers (TV) : George Brevity
- 2017 : The Last Word de Mark Pellington :

### comme réalisateur
- 2002 : The Sweet Spot (série télévisée)

## Voix françaises
- Guy Chapellier dans :
  - Dharma & Greg (série)
  - Mad Men (série)
  - Un regard sur le passé (téléfilm)
  - God Bless America

- Jean-Claude Donda dans :
  - Monstres Academy (voix)

- Stéphane Bazin dans :
  - Killing Reagan

- Jean-François Aupied dans : 
  - Malcolm (série)